# Дифузний шар
Дифу́зний шар (рос. диффузный слой, англ. diffuse layer) — в електрохімії — область, де неспецифічно адсорбовані йони збираються та розподіляються внаслідок дії електричного поля та термічного руху. Це шар, що простягається від зовнішньої гельмгольцової площини вглиб розчину. Протиіон та коіон, що безпосередньо контактують з поверхнею, належать до шару Штерна. Йони, що розташовані далі від поверхні, утворюють дифузний шар або шар Гойї.